# Joel Tobeck
Joel Tobeck (Auckland, 2 de junho de 1971) é um ator neozelandês.

## Filmografia

### Televisão
- 2007 Without a Trace como Jeff Henry
- 2004 Power Rangers DinoThunder como Jupitor
- 2003 Power Rangers Ninja Storm como Footzilla
- 2002 Mercy Peak como Cornell Van der Velter
- 2001 Cleopatra 2525 como Creegan
- 2001 Xena: Warrior Princess como Deimos
- 1999 Young Hercules como Strife
- 1999 Jackson's Wharf como Greg Smith
- 1996 Hercules: The Legendary Journeys como Strife
- 1996 Shortland Street como Craig Develter
- 1995 Riding High como Hawk

### Cinema
- 2007 The Water Horse: Legend of the Deep como Sgt. Walker
- 2007 30 Days of Night como Doug Hertz
- 2007 Ghost Rider como Redneck
- 2007 Eagle vs Shark como Damon
- 2005 Little Fish como Moss
- 2005 Mee-Shee: The Water Giant como Snead
- 2004 Treasure Island Kids: The Mystery of Treasure Island como Obi
- 1999 Thinking About Sleep como Robert
- 1999 Channelling Baby como Tony
- 1997 Topless Women Talk About Their Lives como Neil
- 1997 Memory & Desire como Nod
- 1995 Peach como Mog
- 1990 The Shrimp on the Barbie como Lance
- 1988 Just Me and Mario como Peter